# Megabates
Megabates (griech: Μεγαβάτης; † nach 478 v. Chr.) war ein Feldherr und Statthalter (Satrap) im persischen Großreich der Achämeniden. Er war ein jüngerer Sohn des Megabazos. Herodot berichtete, dass er (und mit ihm seine Familie) der Achämenidendynastie angehörte, Großkönig Dareios I. sei sein Cousin gewesen.
Megabates wurde 500/499 v. Chr. von Artaphernes zum Befehlshaber einer Flotte von 200 Schiffen ernannt, mit der er den Tyrannen von Milet, Aristagoras, bei der Eroberung von Naxos unterstützen sollte. Dieses Unternehmen scheiterte allerdings nach vier Monaten der Belagerung aufgrund einer persönlichen Abneigung beider Männer untereinander. Die führte sogar so weit, dass Megabates die belagerten Naxer heimlich bei ihren Verteidigungsmaßnahmen gegen Aristagoras unterstützte.
Megabates folgte seinem älteren Bruder Oibares als Statthalter von Phrygien mit der Residenz Daskyleion nach. Herodot berichtete mit eigenen Zweifeln [εἰ δὴ ἀληθής γε ἐστὶ ὁ λόγος] für das Jahr 478 v. Chr., dass der hellenische Bundesfeldherr Pausanias, der gerade Byzantion eingenommen hatte, eine Tochter des Megabates zu heiraten beabsichtigte, um anschließend für den persischen Großkönig Griechenland zu unterwerfen. Nach Thukydides hingegen hatte Pausanias das Heiratsangebot direkt an Großkönig Xerxes I. gerichtet, mit der Bitte um die Hand einer königlichen Prinzessin, nachdem Megabates bereits durch Artabazos in seinem Amt abgelöst worden war.